# Spirostreptus dentiger
Spirostreptus dentiger är en mångfotingart som beskrevs av Carl Graf Attems 1953. Spirostreptus dentiger ingår i släktet Spirostreptus och familjen Spirostreptidae. Inga underarter finns listade i Catalogue of Life.